# Dodekaederstumpf
Der Dodekaederstumpf (auch abgestumpftes Dodekaeder) ist ein Polyeder (Vielflächner), das durch Abstumpfung der Ecken eines Pentagon-Dodekaeders entsteht und zu den archimedischen Körpern zählt. Anstatt der 20 Ecken des Dodekaeders befinden sich nun dort ebenso viele gleichseitige Dreiecke; die zwölf Fünfecke des Dodekaeders werden zu regelmäßigen Zehnecken. Der Dodekaederstumpf besitzt 60 Ecken und 90 Kanten.
Der zum Dodekaederstumpf duale Körper ist das Triakisikosaeder.

## Kartesische Koordinaten
Die geraden Permutationen von
{\displaystyle \left(0,\pm {\frac {1}{\Phi }},\pm (2+\Phi )\right),\qquad \left(\pm {\frac {1}{\Phi }},\pm \Phi ,\pm 2\Phi \right),\qquad \left(\pm \Phi ,\pm 2,\pm (\Phi +1)\right)}
ergeben ein abgestumpftes Dodekaeder mit Mittelpunkt im Ursprung und Kantenlänge {\displaystyle 2\Phi -2}. Dabei ist {\displaystyle \Phi ={\tfrac {1+{\sqrt {5}}}{2}}} das Verhältnis des Goldenen Schnittes.

## Formeln
| Größen eines abgestumpften Dodekaeders mit Kantenlänge a | Größen eines abgestumpften Dodekaeders mit Kantenlänge a                                                                                          |
| -------------------------------------------------------- | --- |
| Volumen                                                  | {\displaystyle V={\frac {5}{12}}\,a^{3}\left(99+47{\sqrt {5}}\right)}                                                                             |
| Oberflächeninhalt                                        | {\displaystyle A_{O}=5a^{2}\left({\sqrt {3}}+6{\sqrt {5+2{\sqrt {5}}}}\right)}                                                                    |
| Umkugelradius                                            | {\displaystyle R={\frac {a}{4}}{\sqrt {74+30{\sqrt {5}}}}}                                                                                        |
| Kantenkugelradius                                        | {\displaystyle r={\frac {a}{4}}\left(5+3{\sqrt {5}}\right)}                                                                                       |
| 1. Flächenwinkel (Dekagon–Dekagon) ≈ 116° 33′ 54″        | {\displaystyle \cos \,\alpha _{1}=-{\frac {1}{5}}{\sqrt {5}}}                                                                                     |
| 2. Flächenwinkel (Dekagon–Trigon) ≈ 142° 37′ 21″         | {\displaystyle \cos \,\alpha _{2}=-{\sqrt {\frac {5+2{\sqrt {5}}}{15}}}}                                                                          |
| 3D-Kantenwinkel (Dekagon–Trigon) ≈ 159° 5′ 41″           | {\displaystyle \cos \,\beta =-{\frac {\sqrt {3}}{6}}\left(1+{\sqrt {5}}\right)}                                                                   |
| Eckenraumwinkel ≈ 1,2323 π                               | {\displaystyle \Omega =2\pi -\arccos \left(-{\frac {1}{3}}{\sqrt {5}}\right)}                                                                     |
| Sphärizität ≈ 0,92601                                    | {\displaystyle \Psi ={\frac {\sqrt[{3}]{100\,\pi \left(10\,423+4\,653{\sqrt {5}}\right)}}{10\left({\sqrt {3}}+6{\sqrt {5+2{\sqrt {5}}}}\right)}}} |